# Newport (Wisconsin)
Newport – miasto w Stanach Zjednoczonych, w stanie Wisconsin, w hrabstwie Columbia.